# Acianthus
Die Pflanzengattung Acianthus gehört zur Familie der Orchideen (Orchidaceae). Die etwa 22 Arten sind im östlichen Australien, in Neuseeland und Neukaledonien verbreitet.

## Beschreibung und Ökologie

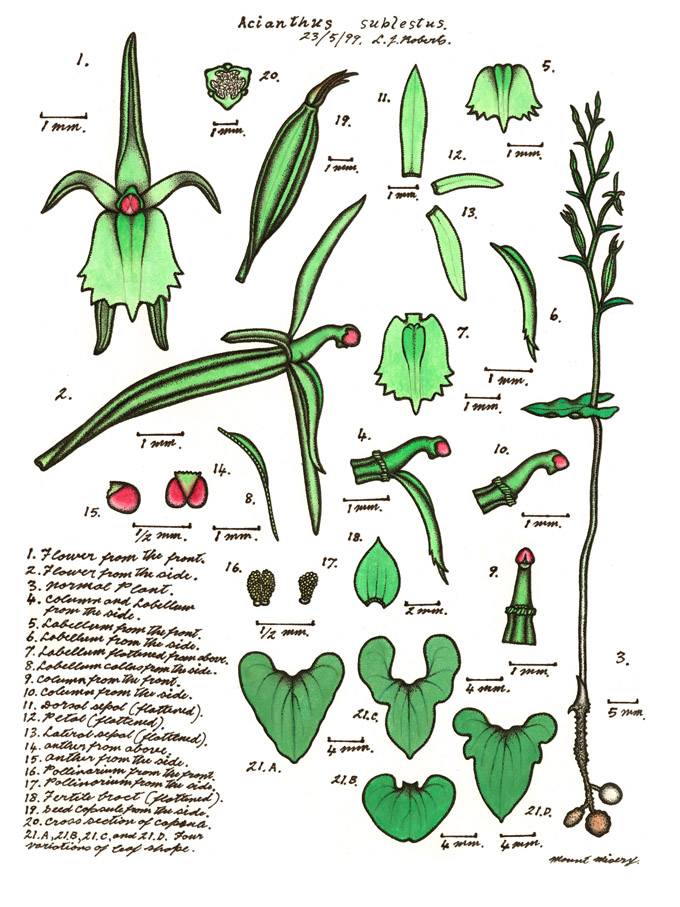
Illustration von Acianthus amplexicaulis

Die Acianthus-Arten sind kleine, ausdauernde krautige Pflanzen. Sie besitzen als Überdauerungsorgan eine unterirdisch wachsende Knolle, die jährlich durch eine neue, an einem kurzen Rhizom entstehende, ersetzt wird. Zusätzlich können an wurzelähnlichen Ausläufern weitere Tochterknollen entstehen, die der vegetativen Vermehrung dienen. Wurzeln sind nicht vorhanden. Aus der Knolle entspringt die Sprossachse mit nur einem Blatt. Der Blattstiel ist mit der Sprossachse verwachsen, das Blatt wird horizontal direkt über dem Boden entfaltet. Die Blattspreite ist recht breit und kurz, nur selten bis doppelt so lang wie breit.
Die Sprossachse setzt sich oberhalb des Laubblatts als traubiger Blütenstand fort. Die Blüten sind klein, gestielt, resupiniert und nicht auffällig gefärbt. Die zwittrigen Blüten sind zygomorph und dreizählig. Die Blütenhüllblätter sind nicht miteinander verwachsen. Die Sepalen sind je nach Art alle drei gleich geformt oder das obere ist wesentlich breiter als die seitlichen. Die Petalen sind gleich groß oder kleiner als die äußeren Blütenblätter. Die Lippe ist mit der Basis für ein kurzes Stück mit der Säule verwachsen. Die Lippe ist nicht gelappt, sie endet spitz. Auf der Lippe sitzt ein mehr oder weniger großer Kallus, an der Basis können zwei Drüsen sitzen, einige Arten produzieren Nektar. Die Säule ist schlank und gebogen. Sie trägt an der Spitze das zweikammrige Staubblatt mit vier Pollinien. Diese hängen alle an einer gemeinsamen Klebscheibe (Viscidium) oder je zwei an einer Klebscheibe. Die Kapselfrucht enthält zahlreiche geflügelte Samen.
Viele Arten werden von kleinen Fliegen aus den Familien Anisopodidae, Sciaridae und Mycetophilidae bestäubt, die vom Nektar angelockt werden.

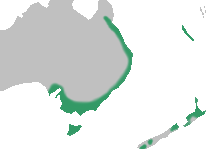
Acianthus - Verbreitungsgebiet

## Vorkommen
Die Arten der Gattung Acianthus sind im östlichen Australien, auf Tasmanien, Neukaledonien, der Nord- und Südinsel Neuseelands, auf der Stewart-Insel, der Chatham-Insel und den Kermadecinseln verbreitet. Sie kommen meist in schattigen, bewaldeten Gegenden vor, die zumindest in der Wachstumsperiode keine Trockenheit aufweisen. Sie besiedeln Höhenlagen bis 1100 Meter.

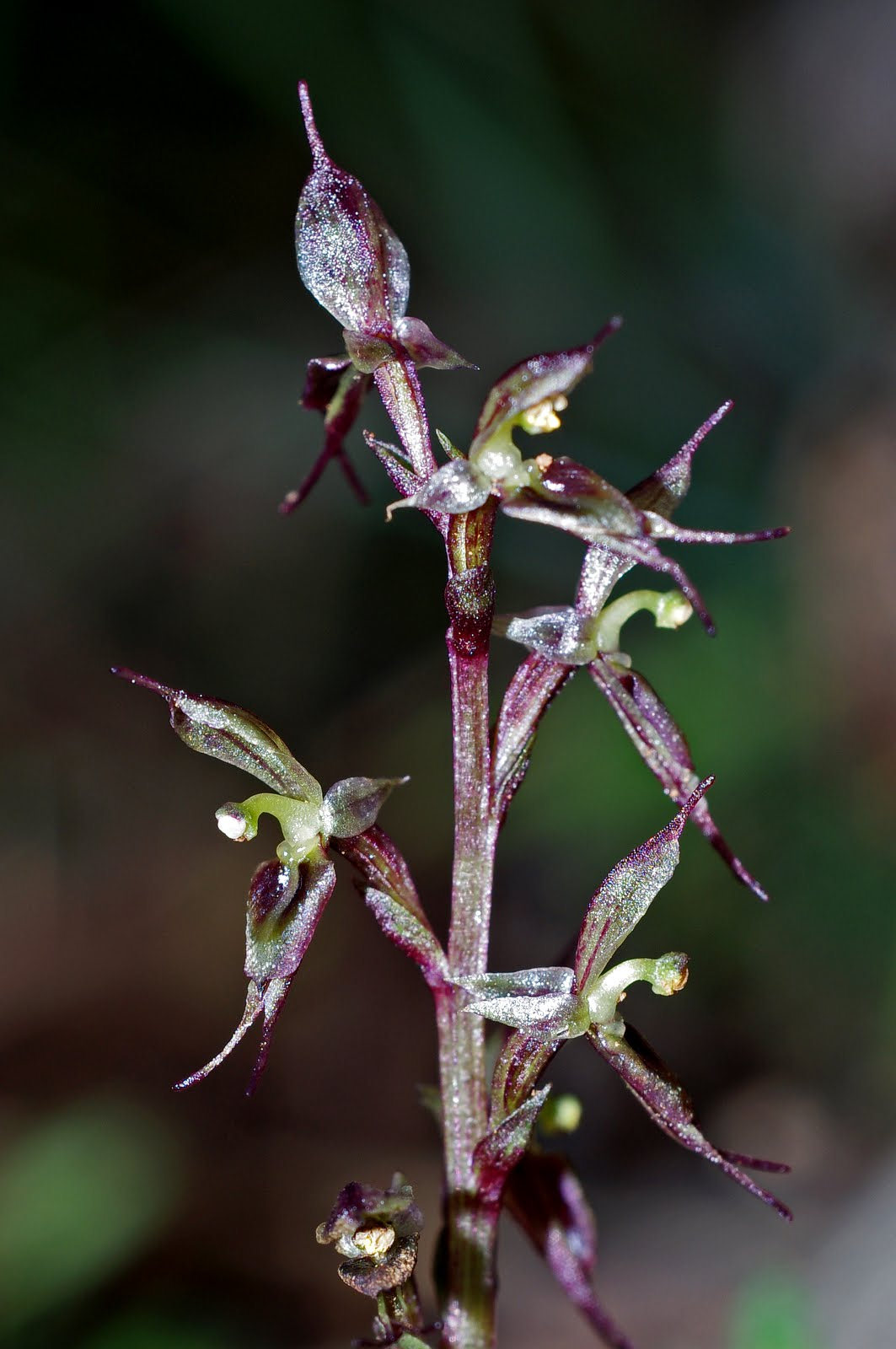
Acianthus exsertus

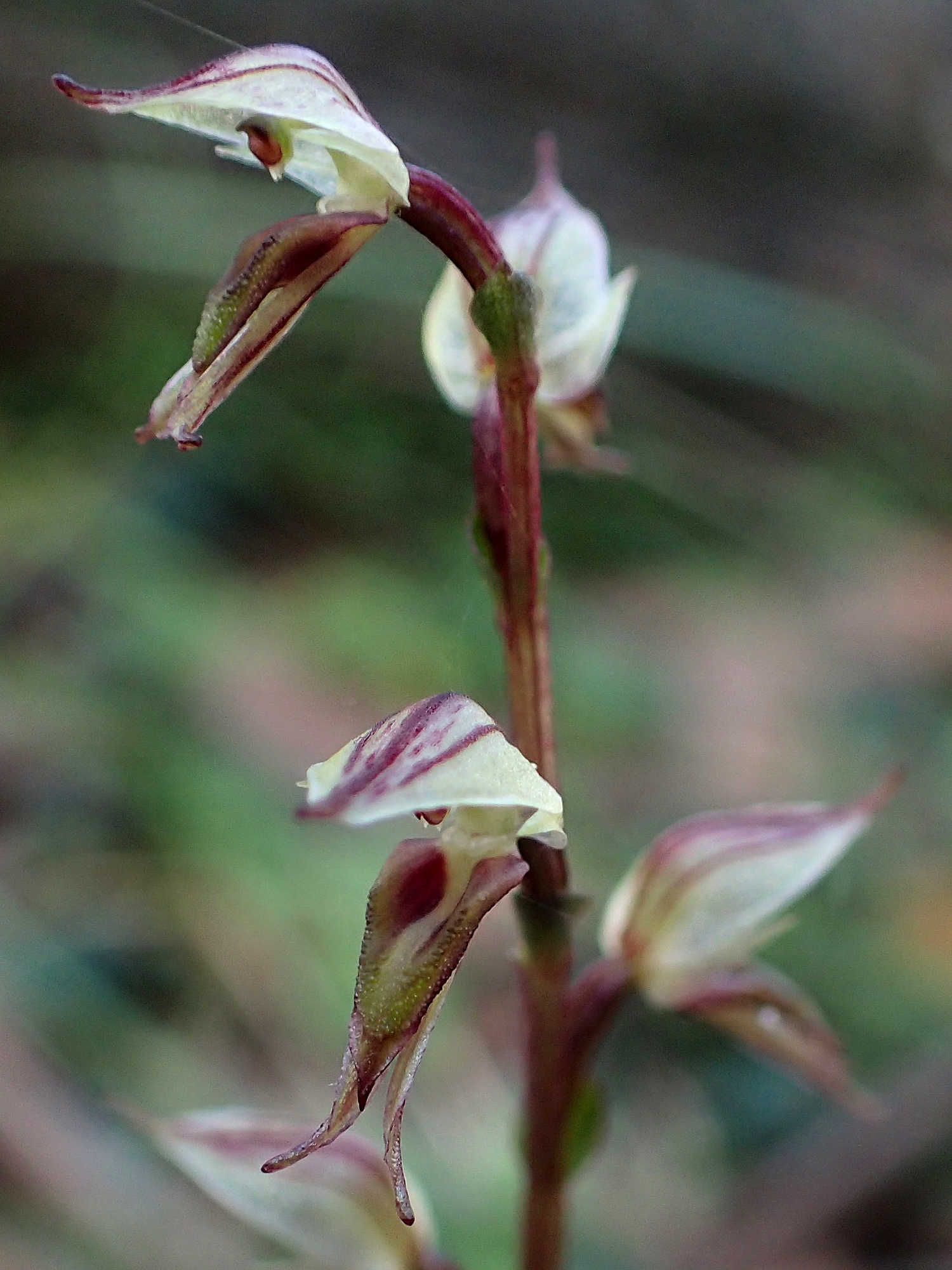
Acianthus fornicatus

## Systematik und botanische Geschichte
Die Gattung Acianthus wird innerhalb der Familie der Orchideen in die Subtribus Acianthinae eingeordnet. Sie wurde 1810 von Robert Brown aufgestellt. Er beschrieb drei Arten, die sich in ihrer Säule ohne seitliche Verbreiterung, der Anzahl der Pollinien und ihrer zugespitzten Sepalen gleichen. Der Gattungsname setzt sich aus den griechischen Worten ἀκίς akis, „Spitze“, und ἄνθος anthos, „Blüte“, zusammen und verweist auf diese spitz endenden Blütenblätter. Typusart ist Acianthus exsertus R.Br.
Es gibt von 8 bis zu 21 Arten in der Gattung Acianthus:
- Acianthus aegeridantennatus N.Hallé: Sie kommt in Neukaledonien vor. Sie wird auch als Stigmatodactylus aegeridantennatus (N.Hallé) M.A.Clem. & D.L.Jones in die Gattung Stigmatostylis gestellt.[3]
- Acianthus amplexicaulis (F.M.Bailey) Rolfe: Sie kommt in Queensland, New South Wales und in Neukaledonien vor.[3]
- Acianthus atepalus Rchb. f.: Sie kommt im südöstlichen Neukaledonien vor. Sie wird auch als Townsonia atepala (Rchb.f.) M.A.Clem. & D.L.Jones in eine andere Gattung gestellt.[3]
- Acianthus bracteatus Rendle: Sie kommt im südöstlichen Neukaledonien vor. Sie wird auch als Stigmatodactylus bracteatus (Rendle) M.A.Clem. & D.L.Jones in eine andere Gattung gestellt.[3]
- Acianthus caudatus R.Br.: Sie kommt im südöstlichen Australien vor.[3]
- Acianthus confusus Guillaumin: Sie kommt in Neukaledonien vor. Sie wird auch als Stigmatodactylus confusus (Guillaumin) M.A.Clem. & D.L.Jones in die Gattung Stigmatostylis gestellt.[3]
- Acianthus corniculatus Rendle: Sie kommt im nordwestlichen Neukaledonien vor. Sie wird auch als Stigmatodactylus corniculatus (Rendle) M.A.Clem. & D.L.Jones in die Gattung Stigmatostylis gestellt.[3]
- Acianthus cuneatus D.L.Jones & L.M.Copel.: Die 2017 erstbeschriebene Art kommt in New South Wales vor.[3]
- Acianthus cymbalariifolius F.Muell. & Kraenzl.: Sie kommt in Neukaledonien vor. Sie wird auch als Stigmatodactylus cymbalariifolius (F.Muell. & Kraenzl.) M.A.Clem. & D.L.Jones in die Gattung Stigmatostylis gestellt.[3]
- Acianthus elegans Rchb. f.: Sie kommt in Neukaledonien vor. Sie wird auch als Stigmatodactylus elegans (Rchb.f.) M.A.Clem. & D.L.Jones in die Gattung Stigmatostylis gestellt.[3]
- Acianthus exsertus R.Br.: Sie kommt im östlichen und südöstlichen Australien vor.[3]
- Acianthus fornicatus R.Br. (Syn.: Acianthus apprimus D.L.Jones): Sie kommt im östlichen Australien vor.[3]
- Acianthus grandiflorus Schltr.: Sie kommt in Neukaledonien vor. Sie wird auch als Stigmatodactylus grandiflorus (Schltr.) M.A.Clem. & D.L.Jones in die Gattung Stigmatostylis gestellt.[3]
- Acianthus halleanus Kores: Sie kommt in Neukaledonien vor. Sie wird auch als Stigmatodactylus halleanus (Kores) M.A.Clem. & D.L.Jones in die Gattung Stigmatostylis gestellt.[3]
- Acianthus heptadactylus Kraenzl.: Sie kommt in Neukaledonien vor. Sie wird auch als Stigmatodactylus heptadactylus (Kraenzl.) M.A.Clem. & D.L.Jones in die Gattung Stigmatostylis gestellt.[3]
- Acianthus ledwardii Rupp: Sie kommt im südöstlichen Queensland vor.[3]
- Acianthus macroglossus Schltr.: Sie kommt im südöstlichen Neukaledonien vor. Sie wird auch als Stigmatodactylus macroglossus (Schltr.) M.A.Clem. & D.L.Jones in die Gattung Stigmatostylis gestellt.[3]
- Acianthus oxyglossus Schltr.: Sie kommt im südöstlichen Neukaledonien vor. Sie wird auch als Stigmatodactylus oxyglossus (Schltr.) M.A.Clem. & D.L.Jones in die Gattung Stigmatostylis gestellt.[3]
- Acianthus saxatilis D.L.Jones & M.A.Clem.: Die 2014 erstbeschriebene Art kommt in Queensland vor.[3]
- Acianthus scopulus D.L.Jones: Die 2019 erstbeschriebene Art kommt in New South Wales vor.[3]
- Acianthus sinclairii Hook. f.: Sie kommt in Neuseeland, auf der Stewart-Insel, auf den Chathaminseln und auf den Kermadec-Inseln vor.[3]
- Acianthus tenuilabris Schltr.: Sie kommt in Neukaledonien vor. Sie wird auch als Stigmatodactylus tenuilabris (Schltr.) M.A.Clem. & D.L.Jones in die Gattung Stigmatostylis gestellt.[3]
- Acianthus veillonis N.Hallé: Sie kommt im südöstlichen Neukaledonien vor.[3]

Nicht mehr zu dieser Gattung wird gerechnet:
- Acianthus viridis Hook. f. => Townsonia viridis (Hook.f.) Schltr.